# نلسون پرودنسیو
نلسون پرودنسیو (پرتغالی: Nelson Prudêncio; ۴ آوریل ۱۹۴۴ – ۲۳ نوامبر ۲۰۱۲) ورزشکار پرش سه‌گام اهل برزیل بود.
وی در مسابقات کشوری و بین‌المللی در مجموع برندهٔ ۳ مدال نقره، ۱ مدال برنز شده‌است.